# Championnats du monde de taekwondo 1985
Les Championnats du monde de taekwondo 1985 se sont déroulés du 4 au 8 septembre à Séoul (Corée du Sud).
Cette 7e édition des Championnats du monde de taekwondo est la troisième à se tenir à Séoul et en Corée. 63 nations étaient représentées par 280 athlètes et 42 arbitres internationaux.
Par rapport à l'édition précédente, le nombre de catégories de poids a été réduit de 10 à 8, toutes exclusivement masculines (mais pour la dernière fois). 
L'athlète néerlandais H. Meijer accomplit l'exploit d'être le premier étranger sacré sur le sol coréen dans la catégorie des poids lourds. Il restera le seul pendant 4 ans, jusqu'en 1989.

## Hommes
| Event                                  | Or              | Argent             | Bronze              |
| -------------------------------------- | --------------- | ------------------ | ------------------- |
| Poids Fin (fourchette non précisée)    | Sun Jang Lee    | Dae Sung Lee       | Koidio Konan        |
| Poids Fin (fourchette non précisée)    | Sun Jang Lee    | Dae Sung Lee       | Abdula Eliamy       |
| Poids mouche (fourchette non précisée) | Yeong Sik Kim   | Bathily Youness    | Di Costanzo Geremia |
| Poids mouche (fourchette non précisée) | Yeong Sik Kim   | Bathily Youness    | Sang Hon Cha        |
| Poids coq (fourchette non précisée)    | Myeong Ok Yoo   | Gustavo Sanciprian | Feisal Danesh       |
| Poids coq (fourchette non précisée)    | Myeong Ok Yoo   | Gustavo Sanciprian | Cengiz Yagiz        |
| Poids plume (fourchette non précisée)  | Jae Koo Han     | Ahmet Ercan        | Cuozzo Lucio        |
| Poids plume (fourchette non précisée)  | Jae Koo Han     | Ahmet Ercan        | Manuel Ivan Jejeda  |
| Poids léger (fourchette non précisée)  | Bong Kwon Park  | Carrieri Pietro    | Manuel el Rosario   |
| Poids léger (fourchette non précisée)  | Bong Kwon Park  | Carrieri Pietro    | R. Thijs            |
| Poids Welter (fourchette non précisée) | Kook Hyun Jeong | Metin Sahin        | Patrice Remarck     |
| Poids Welter (fourchette non précisée) | Kook Hyun Jeong | Metin Sahin        | Richard Warwick     |
| Poids moyens (fourchette non précisée) | Dong Joon Lee   | S. H. Zahedi       | Amr Khairy          |
| Poids moyens (fourchette non précisée) | Dong Joon Lee   | S. H. Zahedi       | Douglas Crowper     |
| Poids lourds (fourchette non précisée) | Henk Meijer     | Seung Woo Kang     | Cisse Abdoulaye     |
| Poids lourds (fourchette non précisée) | Henk Meijer     | Seung Woo Kang     | Mostafa El-Abrak    |

## Femmes
Aucune épreuve

## Tableau des médailles
| Rang | Nation                 | Or | Argent | Bronze | Total |
| ---- | ---------------------- | -- | ------ | ------ | ----- |
| 1    | Corée du Sud           | 7  | 1      | 0      | 8     |
| 2    | Pays-Bas               | 1  | 0      | 1      | 2     |
| 3    | Turquie                | 0  | 2      | 1      | 3     |
| 4    | Côte d'Ivoire          | 0  | 1      | 3      | 4     |
| 4    | États-Unis             | 0  | 1      | 3      | 4     |
| 6    | Italie                 | 0  | 1      | 2      | 3     |
| 7    | Iran                   | 0  | 1      | 1      | 2     |
| 8    | Mexique                | 0  | 1      | 0      | 1     |
| 9    | Égypte                 | 0  | 0      | 2      | 2     |
| 10   | République dominicaine | 0  | 0      | 1      | 1     |
| 10   | Arabie saoudite        | 0  | 0      | 1      | 1     |
| 10   | Philippines            | 0  | 0      | 1      | 1     |